# Doon Mackichan

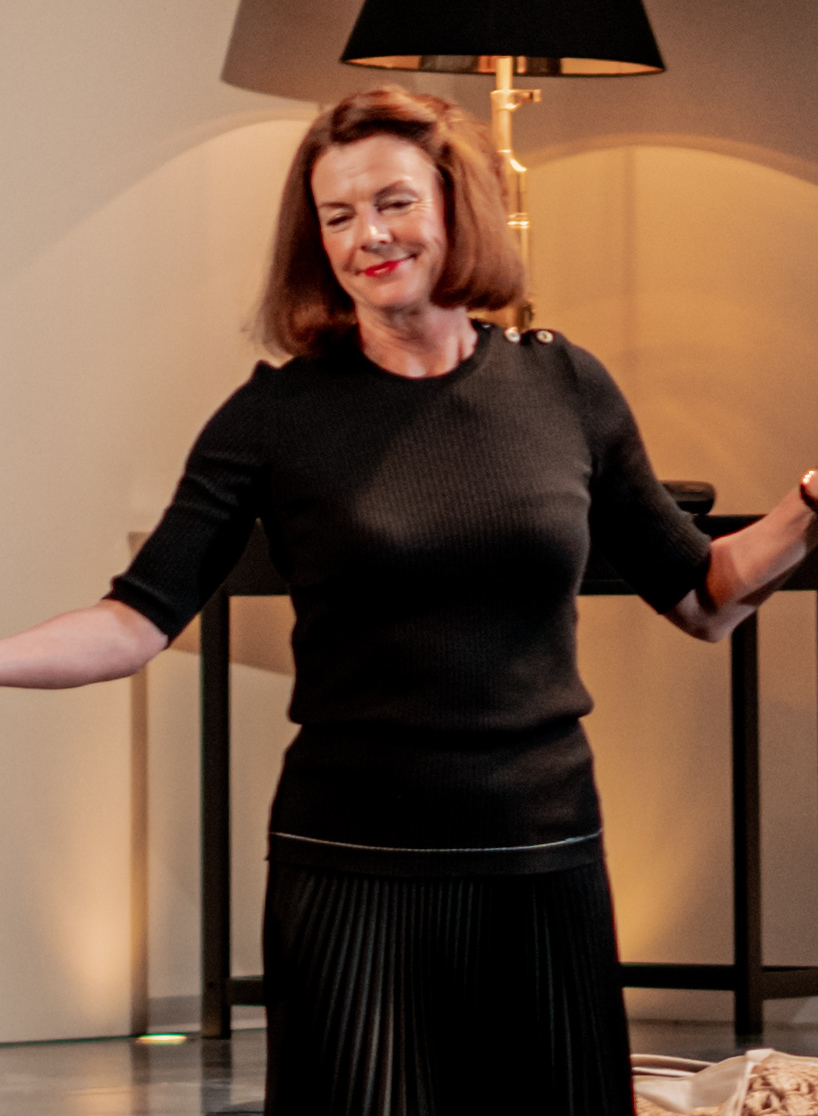
Doon Mackichan, 2019

Sarah-Doon Mackichan (* 7. August 1962 in Westminster, London) ist eine britische Comedian und Schauspielerin.

## Leben
Mackichan war eine der Autorinnen und Hauptdarstellerin der Sketchcomedy-Serie Smack the Pony, die auf Channel 4 ausgestrahlt wurde, wodurch sie auch Bekanntheit in Deutschland erlangte. Sie war außerdem in den Sitcoms Beast und Bedtime sowie außerdem als regelmäßige Teilnehmerin in der TV-Sendung Knowing Me, Knowing You... with Alan Partridge zu sehen.
Mackichans eigene Radiosendung bei der BBC, Doon Your Way, wurde 1996 ausgestrahlt.
Neben ihren Auftritten in den Fernsehserien The Honey Trap und Bank of Mum and Dad lieh sie u. a. in den Animationsserien Bob and Margaret, Eric im Stress, Don't Eat the Neighbours und Bromwell High Rollen ihre Stimme.
2003 war sie Teilnehmerin beim BBC-Wohltätigkeits-Singwettbewerb Comic Relief does Fame Academy, wobei sie den vierten Platz belegte.
Seit 2013 ist Mackichan als Flavia in der ITV-Serie Plebs zu sehen.
Im März 2016 nahm Mackichan als Mitglied eines Teams, bestehend aus mehreren Prominenten, an einer Segeltour teil. Ziel war es, in nur fünf Tagen einen bestimmten Teil der britischen Insel zu umschiffen. Die Aktion fand im Rahmen der BT Sport Relief Challenge: Hell on High Seas statt.

## Privates
Mackichan wurde in Westminster geboren und lebte in Wentworth, Surrey, bis sie zwölf Jahre alt war. Ihre Eltern und sie zogen daraufhin nach Upper Largo.
Sie studierte Schauspiel an der University of Manchester.
Mackichan lebt in Clapham mit ihren drei Kindern, die aus der Ehe mit Anthony Barclay stammen, mit dem sie von 1997 bis 2005 verheiratet war.

## Filmografie (Auswahl)
- 1997: Ein Fall für die Borger (The Borrowers)
- 1999–2017: Smack the Pony (Fernsehserie, 24 Folgen)
- 2000: Wild About Harry
- 2002: Hautnah – Die Methode Hill (Wire in the Blood , Fernsehserie, 2 Folgen)
- 2010: New Tricks – Die Krimispezialisten (Fernsehserie, 1 Folge)
- 2010: The Sarah Jane Adventures (Fernsehserie, 1 Folge)
- 2018: Happy New Year, Colin Burstead.
- seit 2019: Good Omens (Fernsehserie)
- 2019: Pure (Fernsehserie, 4 Folgen)
- 2023: Death in Paradise (Fernsehserie, 1 Folge)